# The Tall Headlines
Pour plus de détails, voir Fiche technique et Distribution.
The Tall Headlines est un film britannique réalisé par Terence Young, sorti en 1952.

## Synopsis
Une famille issue de la classe moyenne anglaise vit dans la honte après son fils aîné se soit fait pendre pour meurtre.

## Fiche technique
- Titre : The Tall Headlines
- Réalisation : Terence Young
- Scénario : Dudley Leslie (en) et Audrey Erskine Lindop d'après le roman de cette dernière
- Photographie : C.M. Pennington-Richards
- Musique : Hans May
- Pays d'origine : Royaume-Uni
- Format : Noir et blanc - 1,37:1 - Mono
- Genre : drame
- Durée : 100 minutes
- Date de sortie : 1952

## Distribution
- Mai Zetterling : Doris Richardson
- Michael Denison (en) : Philip Rackham
- Flora Robson : Mary Rackham
- Dennis Price : Maurice Fletcher
- André Morell : George Rackham
- Jane Hylton (en) : Frankie Rackham
- Naunton Wayne : inspecteur de police
- Hugh Dempster (en) : inspecteur de police
- Mervyn Johns : Oncle Ted
- Celia Lipton (en) : Sandra
- Peter Burton : Graham Moore
- Barbara Blair (en) : Nancy Richardson
- Joan Hickson : la serveuse
- Sidney James : Mr Spencer